# المادة 299 (قانون العقوبات التركي)

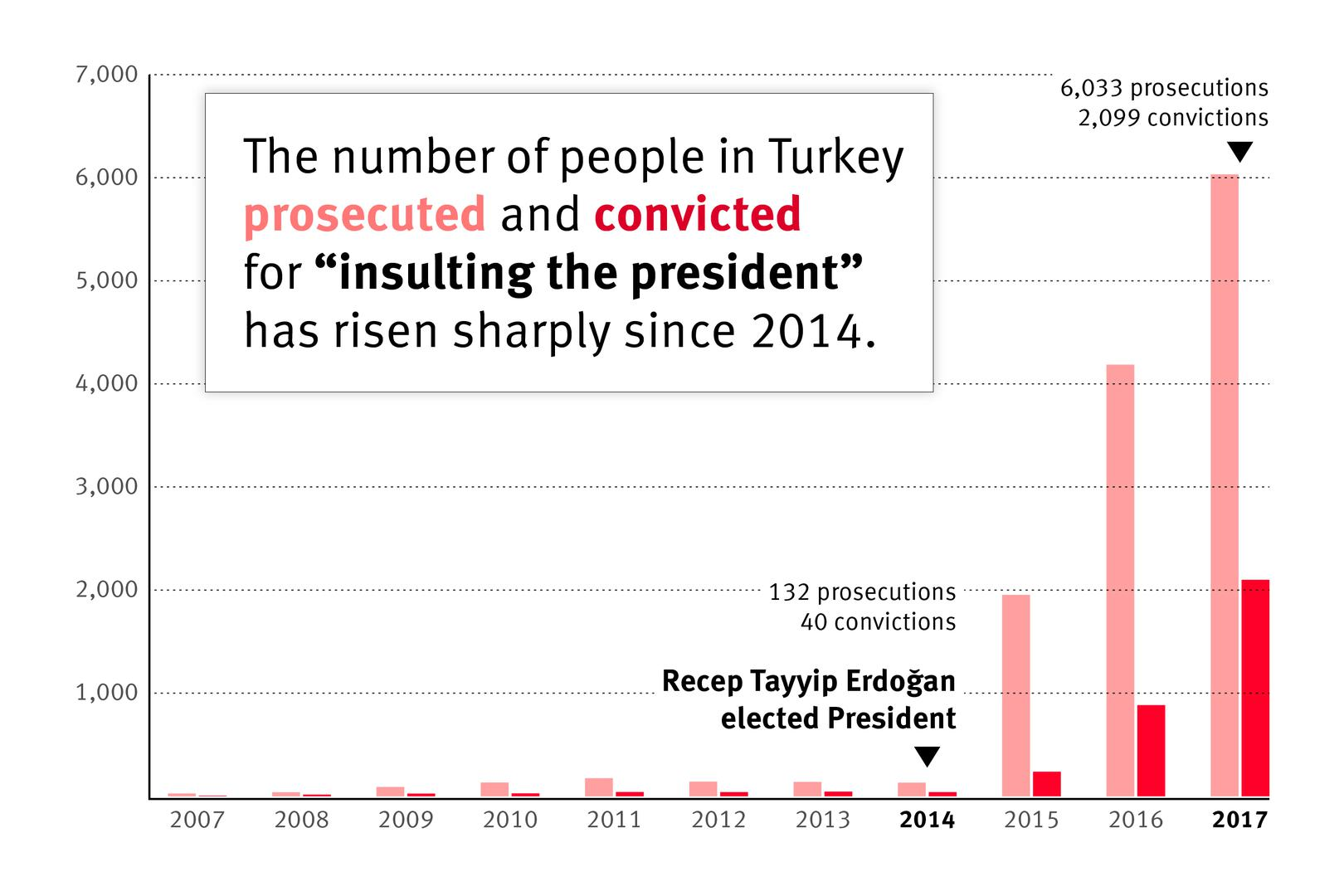
تصاعدت مقاضاة الأشخاص بناءً على المادة 299 خلال رئاسة أردوغان.

تعتبر المادة 299 من قانون العقوبات التركي أنه من غير القانوني «إهانة رئيس تركيا». يمكن أن يُحكم على الشخص، المحكوم عليه بمخالفة هذه المادة، بالسجن لمدة تتراوح بين سنة وأربع سنوات، وإذا كانت المخالفة علنية يمكن رفع الحكم بمقدار سدس. غالبًا ما تستهدف المحاكمات منتقدي الحكومة والصحفيين المستقلين ورسامي الكاريكاتير السياسي. في الأعوام 2014 و2019، تم فتح 128,872 تحقيقًا في هذه الجريمة وفتح المدعون 27,717 قضية جنائية.

## الأصول
تم حظر إهانة الرئيس منذ صدور قانون العقوبات التركي في عام 1926، ولكن كان هذا في البداية بموجب المادة 158 وتم التمييز بين المنشور العدواني والمنشور الذي لا يحترمه. اعتُبر الأول انتهاكًا خطيرًا، بينما يعاقب الأخير بالسجن لمدد تتراوح بين ستة أشهر وثلاث سنوات. كان المقال ساري المفعول حتى يونيو 2005.

## التاريخ
في يونيو 2005 استبدلت المادة 158 بالمادة 299 ورفعت العقوبة إلى ما بين سنة وأربع سنوات. إذا كانت المخالفة علنية، فإن العقوبة ترفع بمقدار السدس، ولكي يتم مقاضاة الشخص وفقًا لهذه المادة، يجب على وزارة العدل أن توافق عليه. وخلال رئاسة عبد الله غل، اتهم عدة مئات من الأشخاص بانتهاك المادة، وحوكم أكثر من خمسمائة.
تصاعدت المحاكمات بعد أن تولى رجب طيب أردوغان منصبه كرئيس في عام 2014، ومنذ ذلك الحين، تم التحقيق مع آلاف الأشخاص وحكم عليهم بتهمة إهانة الرئيس. وفي عام 2016، تمت محاولة إلغاء المادة 299 وتم تقديم استئناف إلى المحكمة الدستورية التركية. وفي الاستئناف، تمت الدعوة إلى أنه في السابق، كان لإهانة الرئيس قيمة قانونية مختلفة عن إهانة موظفي الدولة الآخرين، ولكن منذ الانتقال من حكومة يقودها وزير رئيسي إلى حكومة يقودها رئيس، فقد صار مكتب رئيس الدولة منصبًا سياسيًا تنفيذيًا هامًا، وينبغي معاملة جميع موظفي الدولة على قدم المساواة أمام القانون. علاوةً على ذلك، فإن المادة تتعارض مع الاتفاقية الأوروبية لحقوق الإنسان. لم يكن الاستئناف ناجحًا حيث قضت المحكمة الدستورية في ديسمبر 2016 بأن المادة ستبقى في قانون العقوبات لأن الرئيس لا يمثل شخصًا فحسب، بل الأمة التركية بأكملها. كما اعتبرت أن القانون متوافق مع المنفعة القانونية، ومع أن القانون منح حق الانتقاد، فلا يجوز أن يتسامح مع الإهانات.

### النقد
انتقدت لجنة البندقية التابعة لمجلس أوروبا تطبيق المادة في عام 2016. كثيرًا ما قضت المحكمة الأوروبية لحقوق الإنسان بأن الإدانات تنتهك المادة 10 من الاتفاقية الأوروبية لحقوق الإنسان.
صرح رسام الكاريكاتير Selçuk Erdem [الإنجليزية]، الذي تمت مقاضاته بموجب القانون بسبب رسم كاريكاتوري لأردوغان، بأن «ذهاب شخص ما إلى المحكمة بسبب رسم كاريكاتوري أمر محزن للغاية» وأن المسؤولين الحكوميين «لا يتمتعون بروح الدعابة» و«لا يريدون - أو ما شابه ذلك - حرية الكلام أو النقد». أعاد رئيس حزب الشعب الجمهوري، كمال قلجدار أوغلي تغريد رسم كاريكاتوري اعتُبر مسيئًا، قائلًا «لا يمكنك إيقاف النقد والفكاهة بوضعهم في السجن».

## أمثلة بارزة
اتهمت كانان كفتانجيوغلو زعيم حزب الشعب الجمهوري وحكم عليها بالسجن بتهمة إهانة الرئيس في سبتمبر عام 2019. لقد وعدت باستئناف الحكم. كما تم الحكم على كمال قلجدار أوغلي رئيس حزب الشعب الجمهوري لنشره تغريدة لرسوم متحركة تصور العديد من الحيوانات تشبه رجب طيب أردوغان بتعليق أرض طيب. كما تم الحكم على سيباهات تونجيل من حزب الشعوب الديمقراطي، بينما كان مسجونةً في حالة أخرى، بالسجن لمدة سنة واحدة تقريبًا لقولها أن الرئيس هو عدو الأكراد والمرأة. تم تسليم حكم السجن أربعة أشهر مع وقف التنفيذ لميرفا بويوكساراتش، ملكة جمال تركيا عام 2006 بسبب نشرها قصيدة ساخرة على إنستغرام عن أردوغان. كما تم الشروع في تحقيق ضد مجموعة من النساء اللواتي رددن شعار «اقفز، اقفز، أنت طيب إذا لم تفعل» خلال اليوم العالمي للمرأة في 8 مارس. سُجن سينول بوران، الموظف في صحيفة جمهوريت، وحوكم بتهمة إهانة الرئيس لقوله للشرطة إنه يرفض تقديم كوب من الشاي لأردوغان. في أبريل 2021 دخل قانون جديد حيز التنفيذ يحرم الطلاب من حق النوم في مساكن الجامعة إذا حكم عليهم بتهمة إهانة الرئيس التركي.

## الإحصاء
في عام 2019، تم التحقيق مع 36,066 شخصًا بدعوى انتهاك المادة وحُكم على 3800 شخص بالسجن.